# Egito nos Jogos Olímpicos de Verão de 1912
O Egito competiu nos Jogos Olímpicos pela primeira vez nos Jogos Olímpicos de Verão de 1912, em Estocolmo, Suécia.